# Горнак
Горнак (фр. Gornac) насеље је и општина у југозападној Француској у региону Аквитанија, у департману Жиронда која припада префектури Лангон.
По подацима из 2011. године у општини је живело 379 становника, а густина насељености је износила 45,39 становника/km². Општина се простире на површини од 8,35 km². Налази се на средњој надморској висини од 109 метара (максималној 113 m, а минималној 54 m).

## Демографија
| 1962. | 1968. | 1975. | 1982. | 1990. | 1999. | 2011. |
| ----- | ----- | ----- | ----- | ----- | ----- | ----- |
| 409   | 414   | 418   | 364   | 358   | 368   | 379   |

График промене броја становника у току последњих година